# Thomas Heinisch
Thomas Heinisch (* 27. Dezember 1968 in Wien) ist ein österreichischer Komponist.

## Leben
Thomas Heinisch hatte ab dem Jahr 1977 privaten Klavierunterricht bei Horst Leichtfrost und ab 1980 privaten Hornunterricht. Von 1980 bis 1983 nahm er Hornunterricht bei Josef Veleba an der Universität für Musik und darstellende Kunst Wien. Seine Gymnasialzeit verbrachte Heinisch von 1983 bis 1988 am Musikgymnasium Wien, welche er mit der Matura im Jahr 1988 abschloss.
Ab dem Jahr 1985 studierte er Tonsatzes und Komposition bei Reinhold Portisch am Konservatorium der Stadt Wien und erlangte in den Jahren 1994/95 sein Diplom in diesen Fächern.
In den Jahren 1992 bis 1995 erhielt er privaten Kompositionsunterricht bei Christian Ofenbauer. Er beendete sein kompositorisches Studium bei Wolfgang Rihm in Karlsruhe und absolviert Meisterkurse bei Alfred Schnittke und Friedrich Cerha.
Seit 1991 arbeitet Heinisch als Lektor bei der Universal Edition. Gemeinsam mit Roland Freisitzer und Alexander Wagendristel gründete Thomas Heinisch im Jahr 2002 das Ensemble Reconsil.

## Auszeichnungen
- 1999: Erste Bank Kompositionspreis[5]
- 2006: Förderungspreis der Stadt Wien für Musik[6]

## Werke (Auswahl)

### Ensemblemusik
- A Piece of Waste Land I – für drei Perkussions, Flöte (auch Piccolo), Trompete, Posaune, Klavier, Violoncello und Kontrabass (1997)[7]
- Abseits – Aufbruch – Fragmente nach Texten von Aischylos und Friedrich Nietzsche für zwölf Sänger, Saxophonquartett und 4 Schlagzeuger (1999)[7]
- Notes from the Night-Zone – for seven instruments (2000)[7]
- Relief – für Oboe im Ensemble (2000)[7]
- Diapente – Tableau für Violine, Posaune (oder Bassklarinette) und Klavier (2002)[7]
- Verborgene Schrift – Sextett für Altflöte, Klarinette (in A auch Bassklarinette), Posaune, Klavier, Violine und Violoncello (2002/2003)[7]
- Avarus – Musik für 6 Instrumentalisten (2002)[7]
- Kristall zu werden im zeitlosen Eismeer des Schweigens – Verborgene Schrift II – für gemischten Chor und fünf Instrumentalisten, Text: Ernst Toller (2003/2004)[7]
- Quartettstück – für vier Bassklarinetten (2004)[7]
- Chopins letzter Tango – für Ensemble (2006)[7]
- Ohne Antwort – Tableaux für Bassflöte, Bassklarinette und Klavier (2007)[7]
- CHARON ALS MALER – Eine Schattenmusik für 6 Spieler (2008)[7]
- FANAL – Musikalische Aktion für Flöte und Streichtrio (2008/2009)[7]
- Lyrische Symphone (Alexander Zemlinsky) – Bearbeitung für Sopran, Bariton und Kammerorchester (2012)[7]

### Orchestermusik
- Konzert für Violoncello und großes Orchester (1993–1995)[7]
- Between the Space – for small orchestra (1996)[7]
- Outer Dark – Musik für E-Gitarre und Orchester (1997)[7]
- … von der Linie des Bogens … – Musik für Klavier und Kammerorchester (2000)[7]
- Aveu – Double – 'Aveu' umschrieben für Klavier und Orchester (2002)[7]
- Tombeau – Verborgene Schrift III – für 5 Instrumentalgruppen und 3 Schlagzeuger (2004)[7]
- Natura morta: Inschrift für Piccoletto – Responsorium für Oboe, Schlagzeug, 2 Hörner und Streicher (2008)[7]

### Solomusik
- Entnähert – Adieu KHF (Karl Heinz Füssl) – für Klavier (1992)[7]
- Sieben Arten, den Walzer zu beschreiben – für Klavier (1993)[7]
- Geheimes Spiel – Poème (1999)[7]
- Cinq Après-ludes – pour piano (2001)[7]
- queer – for piano solo (2001)[7]
- Une Berceuse – pour piano (2003)[7]
- Fünf Zaubersprüche – für Flöte solo (2005)[7]
- Nachtstück – für Violoncello solo (2006)[7]
- Corpus – Eine szenische Aktion für Kontrabass (2007)[7]